# Maxcy Gregg

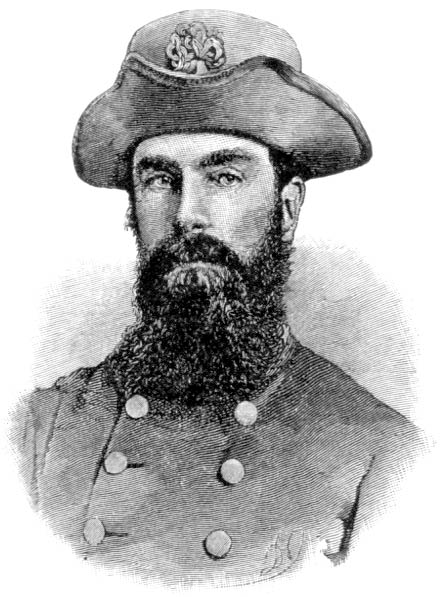
Maxcy Gregg.

Maxcy Gregg, född 1 augusti 1814 i Charleston, South Carolina, död 15 december 1862 i Richmond, Virginia, var en amerikansk militär och general i Amerikas konfedererade stater.

## Ungdom och tidiga liv
Gregg studerade vid South Carolina College, men tog ingen examen. Därefter arbetade han på faderns advokatbyrå. Under mexikanska kriget blev han major vid 12. infanteriregementet. Han utnämndes av South Carolinas utträdeskonvent till överste för 1. South Carolinas frivilligregemente i samband med amerikanska inbördeskriget.

## Inbördeskriget
Greggs regemente deltog Fort Sumter. I december 1861 utnämndes han till brigadgeneral i sydstatsarmén och blev chef för en brigad med fem delstatsregementen vid Charleston. Han återvände till Virginia i april 1862 och hans brigad deltog i Peninsulakampanjen, varvid närmare tusen man förlorades, vilket var nästan hälften av styrkan. Brigaden deltog senare vid slaget vid Cedar Mountain, andra slaget vid Bull Run, slaget vid Harpers Ferry och slaget vid Antietam. Sedan Greggs trupper dragits tillbaka till Virginia för återhämtning kom nordstatsarmén att hota Richmond, varvid Greggs trupper anfölls i en skog. Gregg blev träffad i ryggen, bars till ett bostadshus, men dog dagen efter.